# Baeckea
Baeckea är ett släkte av myrtenväxter. Baeckea ingår i familjen myrtenväxter.

## Bildgalleri

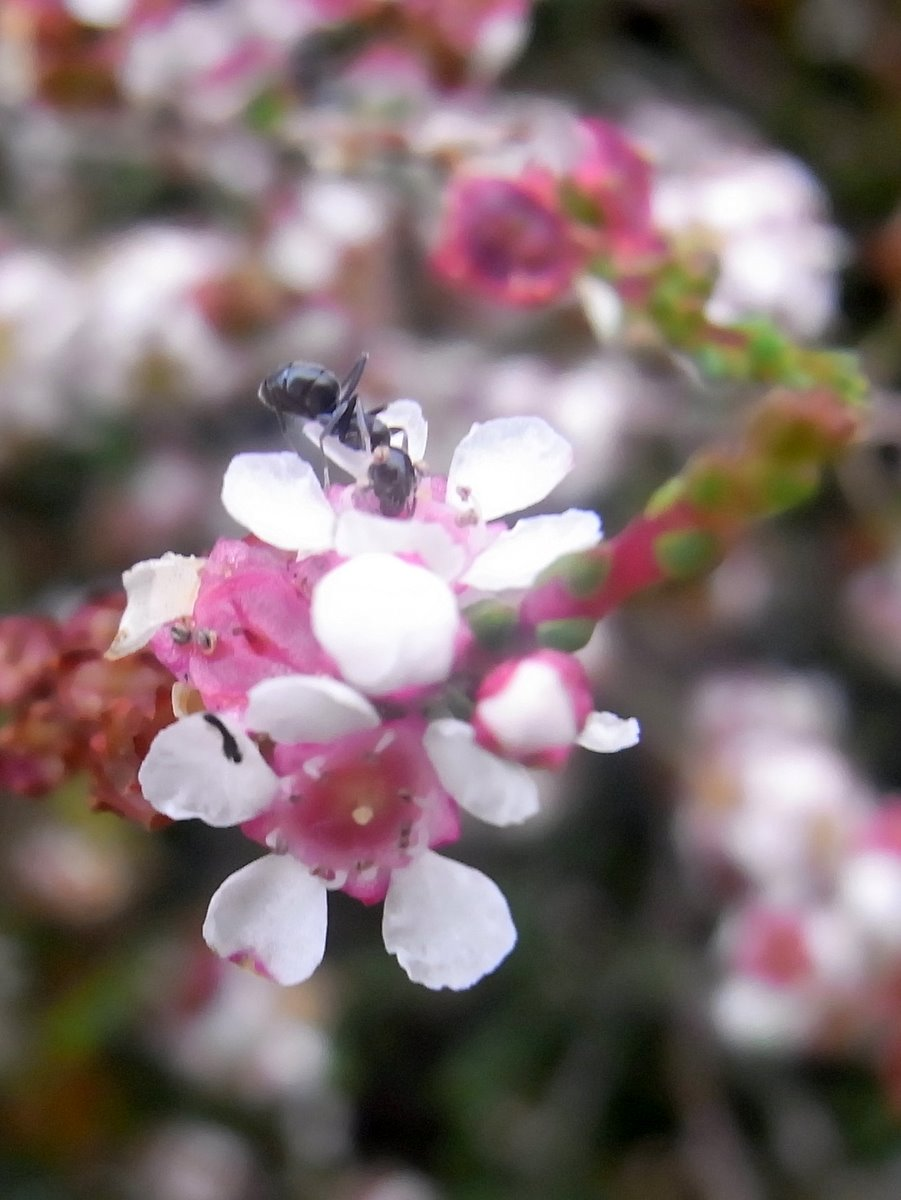
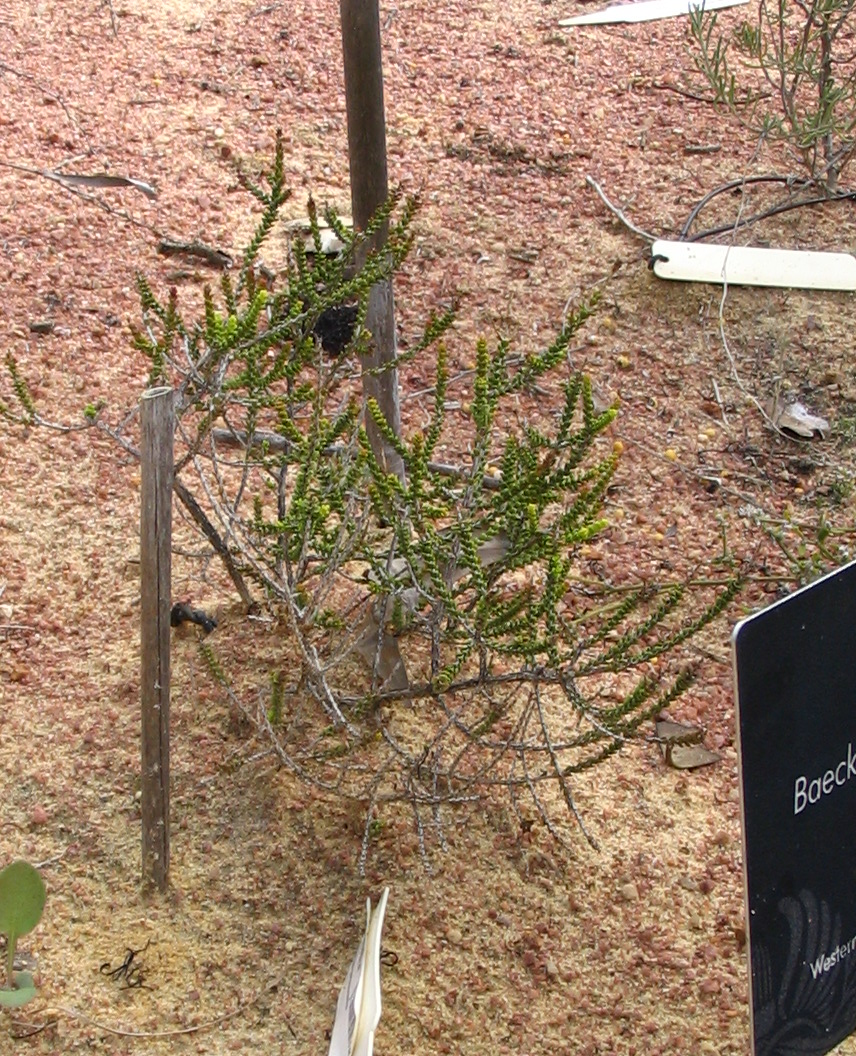
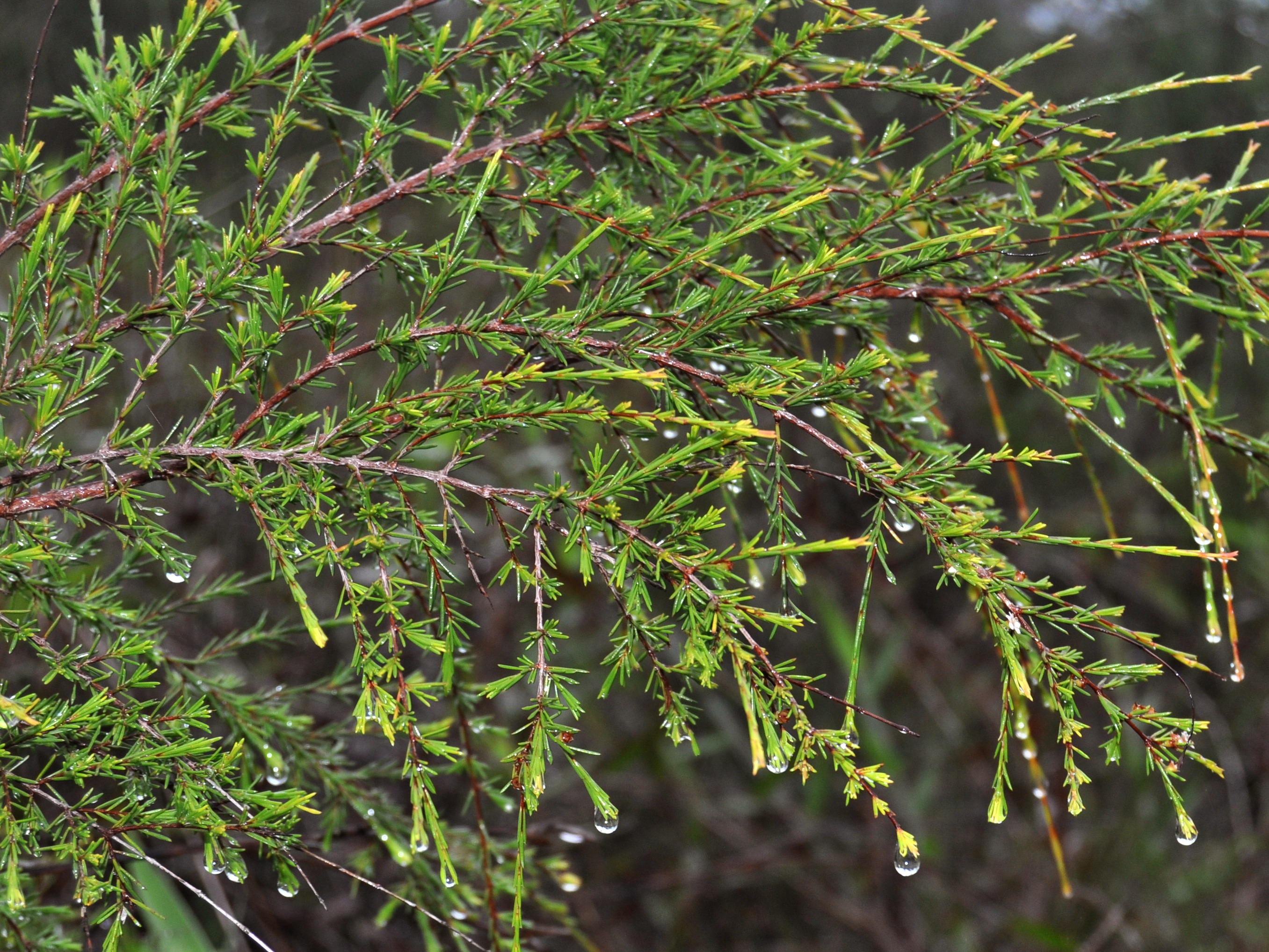
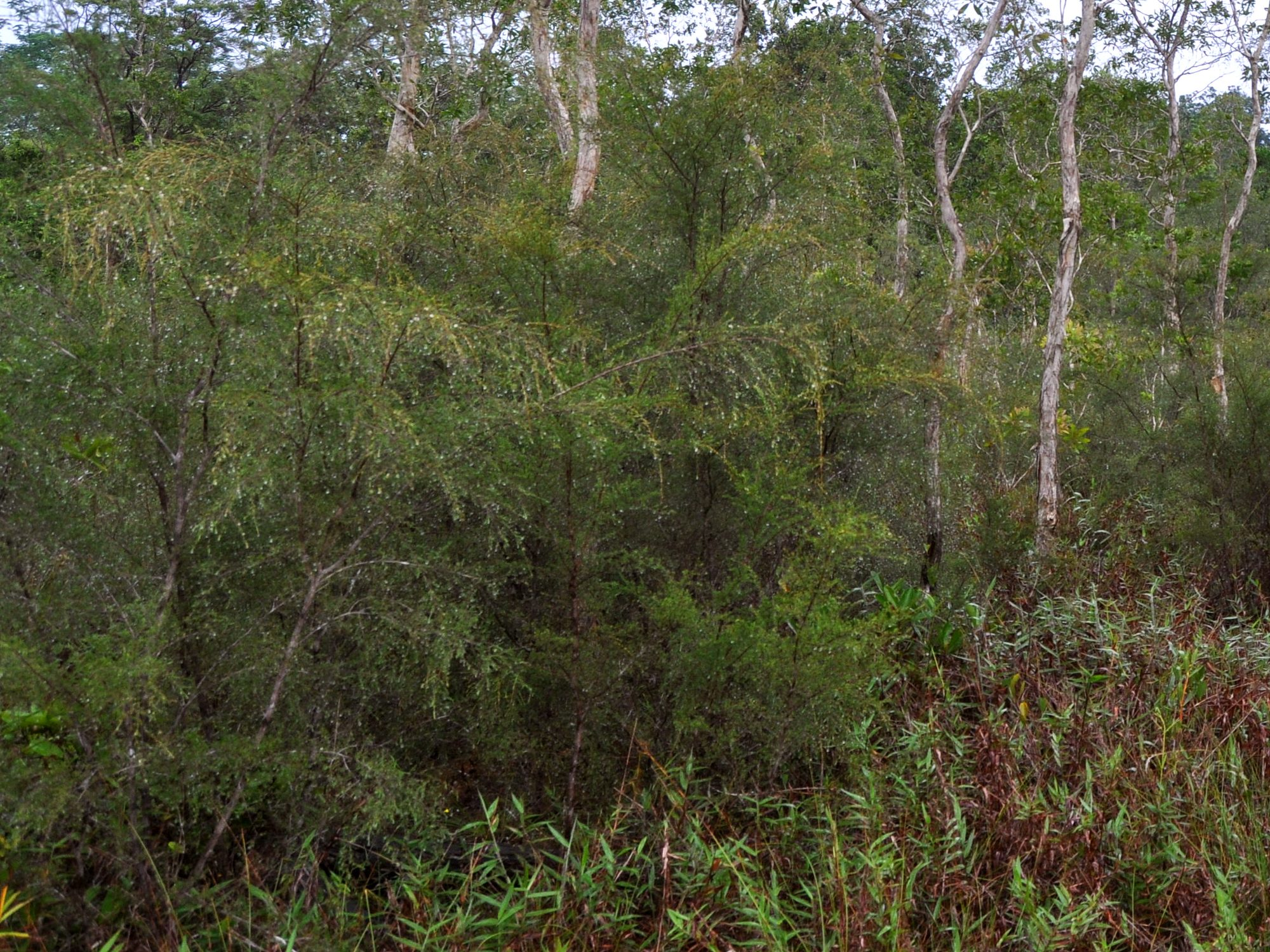
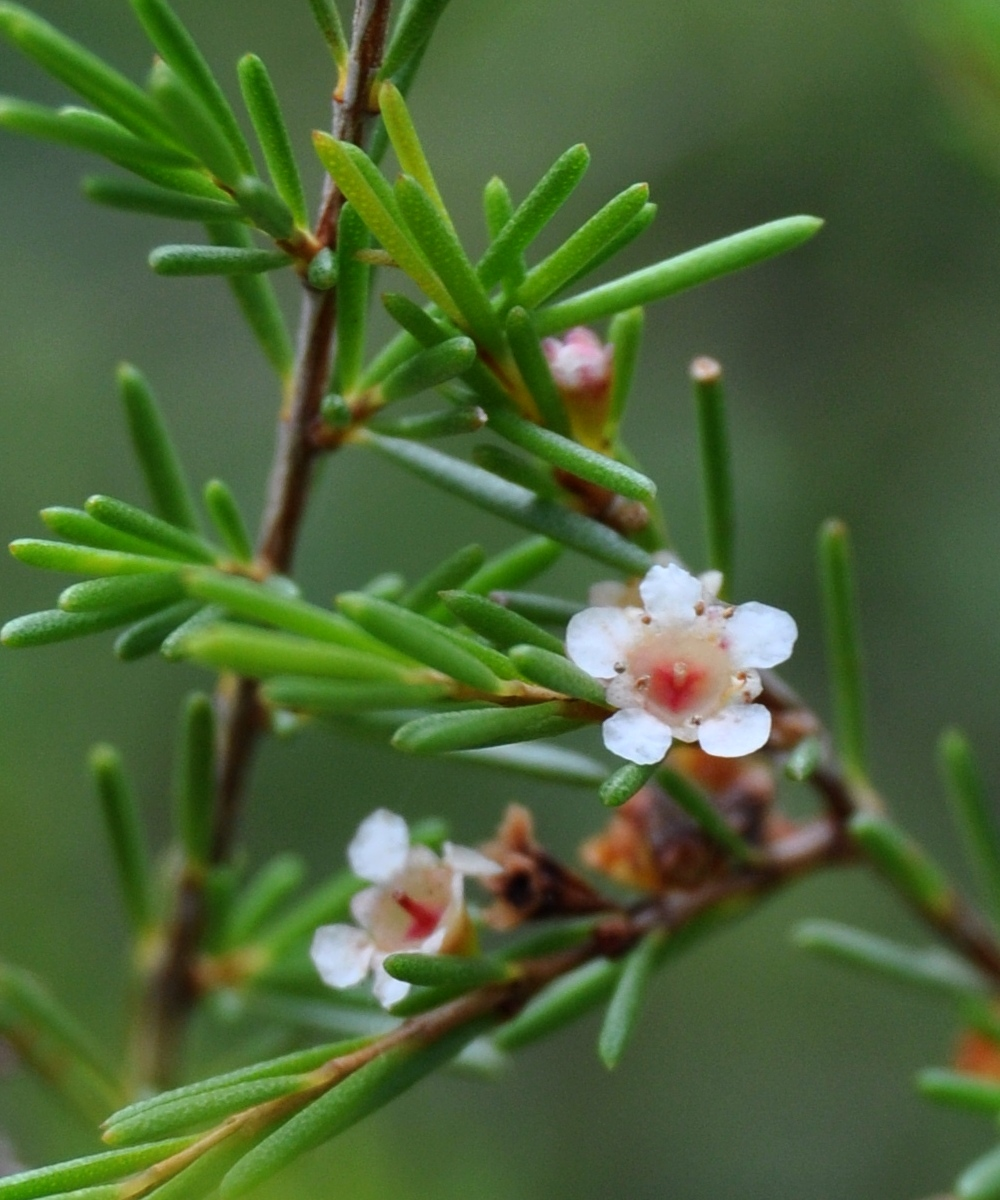
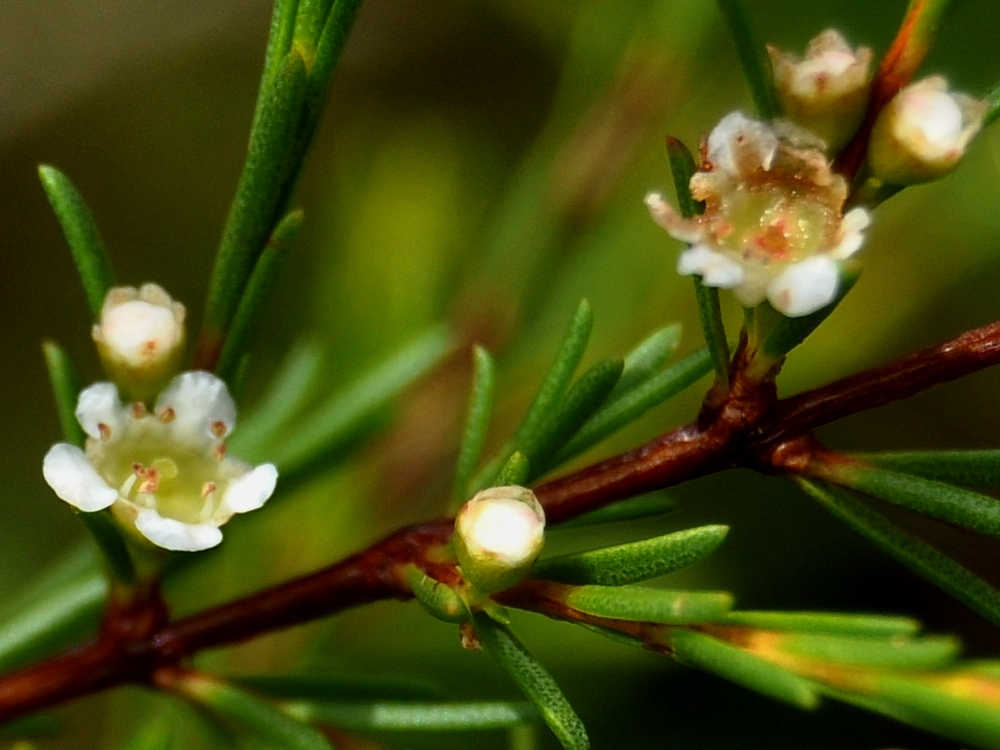

## Dottertaxa tillBaeckea, i alfabetisk ordning[1]
- Baeckea baileyana
- Baeckea blackettii
- Baeckea brevifolia
- Baeckea corymbulosa
- Baeckea corynophylla
- Baeckea crassifolia
- Baeckea crispiflora
- Baeckea decipiens
- Baeckea diosmifolia
- Baeckea elderiana
- Baeckea ericaea
- Baeckea exserta
- Baeckea floribunda
- Baeckea frutescens
- Baeckea grandibracteata
- Baeckea grandiflora
- Baeckea grandis
- Baeckea gunniana
- Baeckea imbricata
- Baeckea kandos
- Baeckea latens
- Baeckea latifolia
- Baeckea leptocaulis
- Baeckea leptophylla
- Baeckea linifolia
- Baeckea muricata
- Baeckea ochropetala
- Baeckea omissa
- Baeckea ovalifolia
- Baeckea pachyphylla
- Baeckea pentagonantha
- Baeckea pentandra
- Baeckea platycephala
- Baeckea polystemonea
- Baeckea preissiana
- Baeckea pulchella
- Baeckea pygmaea
- Baeckea robusta
- Baeckea serpyllifolia
- Baeckea staminosa
- Baeckea subcuneata
- Baeckea tenuiramea
- Baeckea thymoides
- Baeckea trapeza
- Baeckea tuberculata
- Baeckea uncinella
- Baeckea utilis